# Sadowice (Strzelin)
Pour les articles homonymes, voir Sadowice.
Sadowice est une localité polonaise de la gmina de Kondratowice, située dans le powiat de Strzelin en voïvodie de Basse-Silésie.